# Índice Higg
El Índice Higg es un estándar de autoevaluación de la industria de la confección y el calzado para calificar la sostenibilidad medioambiental y social a lo largo de la cadena de suministro. Fue lanzado en 2012 por la Coalición de Ropa Sostenible (SAC), una organización sin ánimo de lucro de más de 270 marcas/minoristas de moda, fabricantes, instituciones académicas, afiliados, ONG y gobiernos.
En la actualidad, más de 21.000 organizaciones de todo el mundo utilizan el Índice Higg, y su alcance global y variedad garantizan que la SAC pueda catalizar el cambio desde dentro de la industria. Sin embargo, el Índice de Higg ha sido criticado por algunos por utilizar datos deficientes y un enfoque poco transparente que da lugar a una información potencialmente engañosa sobre qué fibra es más sostenible.

## Descripción general
La Coalición de Ropa Sostenible desarrolló el Índice Higg. Fundada en 2011, es una organización sin ánimo de lucro entre cuyos miembros se encuentran marcas productoras de ropa o calzado; minoristas; afiliados de la industria y asociaciones comerciales; la Agencia de Protección Medioambiental de Estados Unidos, instituciones académicas y organizaciones medioambientales sin ánimo de lucro.
El Índice Higg proporciona un conjunto de cinco herramientas para la industria de la confección y la industria del calzado para evaluar la sostenibilidad a lo largo de todo el ciclo de vida de un producto, desde los materiales hasta el final de su vida útil. Las métricas creadas Higg Index se limitan al uso interno de una empresa para la evaluación y mejora del rendimiento medioambiental. A partir de 2012, los planes para una futura versión incluían una escala de puntuación para comunicar la sostenibilidad de un producto a los consumidores y otras partes interesadas.

## Historia
El Índice de Higg se adaptó a partir de dos estándares de medición de la sostenibilidad ya existentes: la Herramienta de diseño medioambiental de ropa de Nike y el Eco Índice de 2007 creado por la Asociación de la Industria de las Actividades al Aire Libre, el Grupo Europeo de Exteriores y la Residuo cero. El Eco Index había sido creado por un grupo de empresas de outdoor entre las que se encontraban REI, MEC, Patagonia, Outdoor Research y otras a partir de 2007. Los líderes del grupo en ese momento incluían a Kevin Myette, Greg Scott, Ammi Borenstein, Peter Girard, Nick Sterling y muchos otros. Tras dos o tres años de trabajo independiente, el Índice Ecológico fue adoptado por la Outdoor Industry Association y acabó convirtiéndose en un componente básico del Índice Higg.
El SAC se creó cuando las marcas y los minoristas trataron de autorregularse en cuestiones medioambientales y de sostenibilidad.
La versión 1.0 del Índice Higg se hizo pública en julio de 2012.
Según el director ejecutivo de la Coalición en 2012, el nombre "Higg" se inspiró en la búsqueda del Bosón de Higgs. El nombre Higg también cumplía otros criterios clave: era corto, fácil de pronunciar y podía obtener el registro de marca en 120 países.
En su primera iteración, las métricas del Índice Higg se centran en factores medioambientales en la cadena de suministro de la confección. A partir de 2013, las métricas relativas al calzado, así como la sostenibilidad laboral y social, estaban previstas para una futura versión. El 11 de diciembre de 2013, se publicó una versión actualizada del Índice Higg.
En octubre de 2015, la Coalición de Ropa Sostenible anunció el lanzamiento del Proyecto de Trabajo Social y Convergencia, que busca establecer un estándar uniforme para auditar las condiciones laborales y el impacto social en las industrias de la confección y el calzado.

## Críticas
El Índice Higg ha sido criticado por basarse en datos deficientes y utilizar un enfoque poco transparente que da lugar a información engañosa sobre qué fibra es más sostenible. El índice califica a los sintéticos como la opción más sostenible.
En junio de 2022, la Autoridad Noruega del Consumidor notificó a la Coalición de Ropa Sostenible, H&M y Norrøna que habían llegado a la conclusión de que la parte del programa de transparencia de la SAC dirigida al consumidor era potencialmente engañosa para los consumidores. El 27 de junio de 2022, la Coalición de Ropa Sostenible declaró que suspendería el uso de las etiquetas Higg MSI dirigidas al consumidor en todo el mundo.
Desde el primer contacto con la NCA, y tras la publicación de un documento de orientación, la SAC declaró que estaba "agradecida por la colaboración y los debates productivos" y que estaba trabajando en la orientación jurídicamente no vinculante. Un representante de la NCA también participó en la reunión anual de la SAC de 2022 en Singapur, en la que los panelistas debatieron los retos y las oportunidades del etiquetado ecológico. El tema del evento fue Acción colectiva sobre un terreno común.